# Zespół kanału Guyona

Zespół kanału Guyona, zespół kanału nadgarstka nerwu łokciowego (łac. syndroma canalis carpalis nervi ulnaris, ang. Guyon's canal syndrome, ulnar tunnel syndrome) – zespół chorobowy związany z uciskiem nerwu łokciowego w obrębie kanału Guyona (struktura anatomiczna utworzona przez haczyk kości haczykowatej, kość grochowatą i więzadło poprzeczne nadgarstka). Ucisk na nerw łokciowy w kanale Guyona może być wywołany zmianami w przebiegu reumatoidalnego zapalenia stawów, a także przez gangliony, urazy, oparzenia, wady anatomiczne. Objawami zespołu kanału Guyona są zaburzenia czucia i ruchu w zakresie unerwienia nerwu łokciowego. Leczenie jest operacyjne.